# Gmina Breznički Hum
Gmina Breznički Hum (chorw. Općina Breznički Hum) – gmina w Chorwacji, w żupanii varażdińskiej. W 2011 roku liczyła  1356 mieszkańców.